# Takuya Igarashi
Takuya Igarashi (五十嵐 卓哉?, Igarashi Takuya; ...) è un regista e animatore giapponese.
Attualmente è freelance, ma ha cominciato la sua carriera con la Toei Animation. Ha spesso usato lo pseudonimo Jūgo Kazayama (風山 十五?, Kazayama Jūgo).

## Filmografia
- Ashita no Nadja
- Pretty Cure
- Kingyo Chuuihou!
- Konjiki no Gash Bell!!
- Mushishi
- Ojamajo Doremi
- Ouran High School Host Club
- La rivoluzione di Utena (regista di episodi)
- Sailor Moon Sailor Stars
- Soul Eater
- Star Driver
- Transformers: the Animated Movie